# La vida inesperada
La vida inesperada es una película española dirigida por Jorge Torregrossa, sobre un guion de la novelista Elvira Lindo, protagonizada por Javier Cámara y Raúl Arévalo. Se estrenó en España el 25 de abril de 2014. Es el segundo largometraje de su director, tras Fin en 2012. 

## Sinopsis
Juanito (Javier Cámara) es un actor que ha viajado a Nueva York en busca del éxito. Sin embargo, y a pesar del tiempo que lleva en Estados Unidos, las cosas no han salido como esperaba. Un buen día se encuentra con la visita de Jorge (Raúl Arévalo), un primo suyo que sí parece haber triunfado en la vida, con un buen trabajo, un sueldo generoso y una boda en ciernes. De la convivencia entre ambos se irá descubriendo la realidad que hay detrás de la vida de cada uno de los protagonistas.

## Reparto principal
- Javier Cámara es Juanito.
- Raúl Arévalo es Jorge.
- Tammy Blanchard es Jojo.
- Sarah Sokolovic es Holly.
- Carmen Ruiz es Sandra.

## Festivales
La película concurrió en la sección oficial del Festival de Málaga en 2014, siendo la última en proyectarse.